# Mark Hoppus
Mark Allan Hoppus (* 15. März 1972 in Ridgecrest, Kalifornien) ist ein amerikanischer Musiker, Produzent und Songwriter. Er ist Bassist, Sänger und Songwriter der Pop-Punk-Band blink-182, die 1999 mit dem Album Enema of the State und der Single All the Small Things den internationalen Durchbruch schaffte.

## Blink-182
Seine Schwester Anne Hoppus stellte ihm 1992 Tom DeLonge vor. Sie wollten beide eine Band gründen, hatten aber Schwierigkeiten Bandmitglieder zu finden. Schon bei ihrem ersten Treffen schrieben Hoppus und DeLonge den Song Carousel. Mit Scott Raynor (später durch Travis Barker ersetzt) gründeten sie die Band blink-182, in der Hoppus Bassist und Sänger war. Nach 13 Jahren beschlossen die Bandmitglieder, eine „Pause auf unbestimmte Zeit“ einzulegen. Diese Pause wurde am 8. Februar 2009, bei der 51. Grammyverleihung offiziell beendet. Mark, Tom und Travis bestätigten, wieder miteinander Musik zu machen und kündigten ein neues Album mit anschließender Welttournee für Sommer 2009 an. Neighborhoods erschien im September 2011. Nach einem erneuten Zerwürfnis trennte sich die Band Anfang 2015 von DeLonge. Als Ersatz für geplante Konzerte wurde Matt Skiba von Alkaline Trio engagiert. Skiba blieb festes Mitglied der Band und nahm gemeinsam mit Barker und Hoppus das Album California auf, welches am 1. Juli 2016 erschien. In gleicher Besetzung folgte am 20. September 2019 ein weiteres Album mit dem Namen Nine.

## Andere Bands

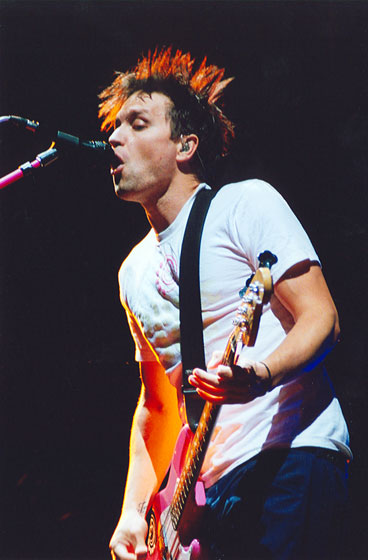
Mark Hoppus (2004)

Hoppus ist dem Pop-Punk nach der „Pause auf unbestimmte Zeit“ von blink-182 treu geblieben und hat in der Zwischenzeit mit mehreren Bands und Künstlern wie Simple Plan und Motion City Soundtrack zusammengearbeitet. So war er Sänger und Bassist der Band +44, die er zusammen mit blink-182-Bandkollegen Travis Barker gründete. Das Debütalbum erschien am 14. November 2006. +44 löste sich 2009 nach der Wiedervereinigung von blink-182 auf. Anfang 2010 startete Hoppus ein Projekt mit seinem Freund Pete Wentz, Bassist der Band Fall Out Boy. Sie schrieben den Song In Transit für den Film Alice im Wunderland. Mark Hoppus hatte kurze Gastauftritte in den Videos I Don’t Care von Fall Out Boy, Weightless von All Time Low, I’d Do Anything von Simple Plan und bei Fenix Tx All My Fault. Im Januar 2019 gründete er mit All-Time-Low-Gitarrist und -Sänger Alex Gaskarth die Supergruppe Simple Creatures und veröffentlichte die erste Single Drug. Später im Jahr 2019 wurden die EPs Strange Love (28. März) und Everything Opposite (11. Oktober) veröffentlicht. Letztere wurde am 20. August versehentlich auf YouTube Music geleakt.

## Instrumente
In der ersten Phase (1992–2005) spielte Hoppus hauptsächlich einen Musicman-E-Bass. Er bevorzugt sonst Fender-Bässe (meist in ungewöhnlichen Farben wie Pink oder Türkis (Hot Pink, Surf Green)). Bekannt ist besonders der Mark Hoppus Signature Bass von Fender: Eine Kombination aus einem Jazz-Bass-Korpus mit Precision-Bass-Pickups und einem Precision-Bass-Hals. In den frühen Jahren seiner Karriere spielte Mark Hoppus auch Ernie-Ball-Music-Man-Bässe (bspw. im Video von M+Ms). Mittlerweile spielt Hoppus Jaguar-Shortscale-Bässe von Fender, von welchen ein Signature-Modell vertrieben wird.

## Weitere Unternehmungen
Weiterhin produzierte Hoppus den Podcast Hi My Name Is Mark, der in unregelmäßigen Abständen erschien und über eine Million Hörer hatte. Hoppus stellte darin neue Bands vor, interviewte Musiker und berichtet von seinem Leben. Der Podcast wurde vom Fernsehsender Fuse TV ausgestrahlt.
Mark Hoppus hat seine Anteile an den Firmen Atticus und Macbeth, die er mit Tom DeLonge gegründet hatte, verkauft. 2012 gründete er die Modemarke HMNIM Apparel Co.
Er hatte unter anderem mit seinen Bandkollegen Tom DeLonge und Travis Barker Auftritte in verschiedenen Filmen (z. B. American Pie – Wie ein heißer Apfelkuchen und Die Simpsons).
Von 2010 bis 2012 hatte Hoppus seine eigene Show auf dem amerikanischen Sender Fuse TV mit dem Namen Hoppus on Music.

## Privatleben
Mark Hoppus ist seit dem 2. Dezember 2000 mit Skyelene (Skye) Everly verheiratet und hat einen Sohn, Jack Hoppus (* 5. August 2002). Er lernte seine Frau beim Videodreh von All the Small Things kennen.
Hoppus ist Veganer.
Am 23. Juni 2021 gab Hoppus bekannt, dass er an Krebs erkrankt sei und eine Chemotherapie durchführe. Am 29. September 2021 verkündete Hoppus, dass er den Krebs besiegt habe.

## Diskographie

### Gesang und Bass
| Jahr | Album                            | Band                   | Label                   | Credits                                                                 |
| ---- | -------------------------------- | ---------------------- | ----------------------- | ----------------------------------------------------------------------- |
| 1988 | The Attic Children Demo          | The Attic Children     |                         | Gesang und Bass                                                         |
| 1998 | Look Forward to Failure          | The Ataris             | Fat Wreck Chords        | Gesang bei That Special Girl                                            |
| 2002 | No Pads, No Helmets…Just Balls   | Simple Plan            | Atlantic Records        | Gesang bei I’d Do Anything                                              |
| 2002 | Box Car Racer                    | Box Car Racer          | MCA                     | Gesang bei Elevator                                                     |
| 2002 | Sticks and Stones                | New Found Glory        | Drive-Thru Records, MCA | Bass bei Something I Call Personality                                   |
| 2004 | The Passion of the Christ: Songs | Verschiedene Künstler  | Lost Keyword            | Gesang bei MxPxs Song Empire                                            |
| 2005 | Panic                            | MxPx                   | SideOneDummy            | Gesang bei Wrecking Hotel Rooms                                         |
| 2005 | Commit This to Memory            | Motion City Soundtrack | Epitaph Records         | Gesang bei Hangman                                                      |
| 2006 | White Heat                       | Renee Renee            |                         | Gesang und Bass bei Paper Doll                                          |
| 2006 | Kevin & Bean's Super Christmas   | Verschiedene Künstler  |                         | Gesang und Bass bei +44s Cover von Christmas Vacation (The Descendents) |
| 2007 | Changes                          | Vanilla Sky            | Universal Music Group   | Gesang bei Nightmare                                                    |
| 2008 | VH1 Save the Music foundation    | Ace Enders             |                         | Gesang bei Bittersweet Symphony                                         |
| 2009 | Fired Up! Soundtrack             | Richard Gibbs          | Screen Gems             | Co-Autor und Gesang bei Until the Stars Fall from the Sky               |
| 2010 | Almost Alice                     | Verschiedene Künstler  | Buena Vista             | Gesang und Bass bei In Transit                                          |
| 2010 | Pinch Me                         | Forget the Pacific     | selbstveröffentlicht    | Bass bei Sweet 16                                                       |
| 2011 | Shady Lane                       | City (Comma) State     |                         | Gesang                                                                  |
| 2011 | What Are You So Scared Of?       | Tonight Alive          |                         | Gesang bei Thank You & Goodnight                                        |
| 2015 | Future Hearts                    | All Time Low           | Fueled by Ramen         | Gesang bei Tidal Wave                                                   |

### Produzent
| Jahr | Album | Band                       | Label                | Credits                                                                                |
| ---- | --- | -------------------------- | -------------------- | -------------------------------------------------------------------------------------- |
| 2005 | Commit This to Memory                                                                                            | Motion City Soundtrack     | Epitaph Records      | Produzent                                                                              |
| 2006 | Wake Up | Something for Rockets      |                      | Produzent von zwei Songs                                                               |
| 2006 | Decomposer | The Matches                | Epitaph Records      | Produzent von What Katie Said, Sunburn vs. the Rhinovirus und The Barber’s Unhappiness |
| 2006 | We're Up to No Good, We're Up to No Good                                                                         | Rory                       | One Eleven Records   | Produzent                                                                              |
| 2006 | Punk Goes ’90s                                                                                                   | Verschiedene Künstler      | Fearless Records     | Produzent von Maes Cover des Songs March of the Pigs (Nine Inch Nails)                 |
| 2007 | Wolves | Idiot Pilot                | Reprise Records      | Co-Produzent                                                                           |
| 2007 | One Track Mind                                                                                                   | Something for Rockets      |                      | Produzent                                                                              |
| 2007 | Changes | Vanilla Sky                |                      | Produzent der Songs Nightmare und On & On                                              |
| 2008 | Spread the Rumors                                                                                                | Socratic                   | Drive-Thru Records   | Produzent                                                                              |
| 2008 | Noch unbekannt                                                                                                   | Feverclub                  |                      | Produzent                                                                              |
| 2008 | Our Lunar Activities                                                                                             | Our Lunar Activities       |                      | Produzent                                                                              |
| 2008 | Lies Sell Stories                                                                                                | KOOPA                      | Pied Piper Records   | Produzent                                                                              |
| 2008 | Not without a Fight                                                                                              | New Found Glory            | Epitaph Records      | Produzent                                                                              |
| 2009 | Not without a Heart Once Nourished by Sticks and Stones Within Blood Ill-Tempered Misanthropy Pure Gold Can Stay | New Found Glory/Shai Hulud | Bridge Nine Records  | Produzent bei Truck Stop Blues                                                         |
| 2009 | America’s Suitehearts: Remixed, Retouched, Rehabbed and Retoxed                                                  | Fall Out Boy               | Fueled by Ramen      | Produzent                                                                              |
| 2010 | My Dinosaur Life                                                                                                 | Motion City Soundtrack     | Columbia Records     | Produzent                                                                              |
| 2010 | Love | Angels & Airwaves          | selbstveröffentlicht | Produzent eines Remix von Hallucinations                                               |
| 2010 | Pinch Me | Forget the Pacific         | selbstveröffentlicht | Produzent von Sweet 16                                                                 |
| 2011 | Shady Lane | City (Comma) State         |                      | Produzent                                                                              |

### Songwriting
| Jahr | Album                 | Band               | Label              | Credits                                                 |
| ---- | --------------------- | ------------------ | ------------------ | ------------------------------------------------------- |
| 2006 | In with the Out Crowd | Less Than Jake     | Warner Music Group | Co-Autor bei The Rest of My Life                        |
| 2009 | Nothing Personal      | All Time Low       | Hopeless Records   | Co-Autor bei einem Song, der nicht veröffentlicht wurde |
| 2011 | Shady Lane            | City (Comma) State |                    | Autor und Co-Autor                                      |